# Distrito de Erode
Erode  (en Tamil; ஈரோடு மாவட்டம் ) es un distrito de India, en el estado de Tamil Nadu . 
Comprende una superficie de 5722 km².
El centro administrativo es la ciudad de Erode. Dentro del distrito se encuentra la localidad de Kavundampalayam.

## Demografía
Según censo 2011 contaba con una población total de 2259608 habitantes.